# Acronicta brunnea
Acronicta brunnea là một loài bướm đêm trong họ Noctuidae.